# جان کاندیت
جان کاندیت (به انگلیسی: John Condit) سناتور سابق عضو حزب دموکرات-جمهوری‌خواه بود. وی در سال ۱۸۰۳ تا ۱۸۰۹ و ۱۸۰۹ تا ۱۸۱۷ میلادی سناتور ایالت نیوجرسی در سنای ایالات متحده آمریکا بود.